# Iosif Banc
Iosif Banc (n. 3 martie 1921 în comuna Aluniș, județul Mureș - d. 26 ianuarie 2007), a fost un demnitar comunist român. Iosif Banc a fost deputat în Marea Adunare Națională în sesiunile din perioada 1957 - 1989.
În anul 1947 a devenit membru al Partidului Comunist din România (PCR).
A fost membru al CC al PMR, viceprim-ministru.
A fost membru al CC al PMR/PCR (1955-1989) și prim-secretar al Comitetului Regional Oradea între 1956-1958). Din 1965 a fost viceprim-ministru al guvernului (până în 1972), apoi prim-secretar al Comitetului de partid al județului Mureș (până în 1975), după care a fost numit președinte al Consiliului Central de Control Muncitoresc al Activității Economice și Sociale.

## Decorații
- Ordinul Muncii clasa a III-a (1954)
- Ordinul „Steaua Republicii Populare Romîne” clasa a III-a (30 decembrie 1957) „cu ocazia celei de a zecea aniversări a proclamării Republicii Populare Romîne și pentru merite deosebite în îndeplinirea sarcinilor date de Partidul Muncitoresc Romîn, pentru merite deosebite pe tărîmul construcției de stat, economice, sociale, culturale și obștești”[2]
- Ordinul „23 August” clasa a III-a
- Medalia „40 de ani de la înființarea Partidului Comunist din Romînia” (6 mai 1961) „pentru merite în activitatea de partid și întărirea regimului democrat-popular”[3]
- Ordinul Muncii clasa I (4 aprilie 1962) „pentru merite deosebite în munca de colectivizare a agriculturii și întărirea economico-organizatorică a gospodăriilor agricole colective”[4]
- Ordinul „23 August” clasa a II-a (18 august 1964) „pentru merite deosebite în opera de construire a socialismului, cu prilejul celei de a XX-a aniversări a eliberării patriei”[5]
- Ordinul „Tudor Vladimirescu” clasa a II-a (30 aprilie 1966) „cu prilejul celei de-a 45-a aniversări de la înființarea Partidului Partidului Comunist din România, pentru merite deosebite în opera de construire a socialismului”[6]
- Ordinul „Apărarea Patriei” (1969)
- Medalia „A XXV-a Aniversare a Eliberării Patriei” (4 august 1969) „pentru merite deosebite în lupta împotriva fascismului, în eliberarea țării, în războiul antihitlerist, în instaurarea puterii democrat-populare și construirea socialismului în Republica Socialistă România, cu prilejul celei de-a XXV-a aniversări a eliberării patriei”[7]
- Ordinul „Steaua Republicii Socialiste România” clasa I (25 februarie 1971) „pentru merite deosebite în muncă și contribuția adusă la dezvoltarea agriculturii socialiste”[8]
- titlul de Erou al Muncii Socialiste și medalia de aur „Secera și ciocanul” (4 mai 1971) „cu prilejul aniversării a 50 de ani de la constituirea Partidului Comunist Român, [...] pentru merite deosebite în opera de construire a socialismului”[9]
- Medalia „25 de ani de la proclamarea Republicii” (26 decembrie 1972) „pentru merite deosebite în opera de construire a socialismului, cu prilejul aniversării a 25 de ani de la proclamarea Republicii”[10]
- Ordinul „Meritul Agricol” (1974)
- Ordinul „Victoria Socialismului” (3 martie 1981) „pentru contribuția adusă la înfăptuirea politicii partidului și statului de făurire a societății socialiste multilateral dezvoltate în patria noastră, cu prilejul împlinirii vîrstei de 60 de ani”[11]
- Medalia comemorativă „A 40-a aniversare a revoluției de eliberare socială și națională, antifascistă și antiimperialistă” (20 august 1984) „pentru contribuția deosebită adusă la înfăptuirea politicii Partidului Comunist Român de făurire a societății socialiste multilateral dezvoltate în patria noastră, cu prilejul celei de-a 40-a aniversări a revoluției de eliberare socială și națională, antifascistă și antiimperialistă”[12]